# New York State Route 18F
New York State Route 18F ist eine 15,77 km lange State Route im nordwestlichen Niagara County, New York. Der südlichste Punkt der Strecke bildet die Kreuzung mit der New York State Route 104 und dem Robert Moses State Parkway östlich der Village of Lewiston. Der nördliche Endpunkt ist die Kreuzung mit der New York State Route 18 in der Nähe des Four Mile Creek State Parks in Porter. NY 18F verläuft weitgehend mit NY 18 parallel, nimmt aber einen westlicheren Verlauf. NY 18F ist die einzige noch existierende Zweigroute der NY 18 und war einst selbst Teil dieser State Route.

## Streckenbeschreibung

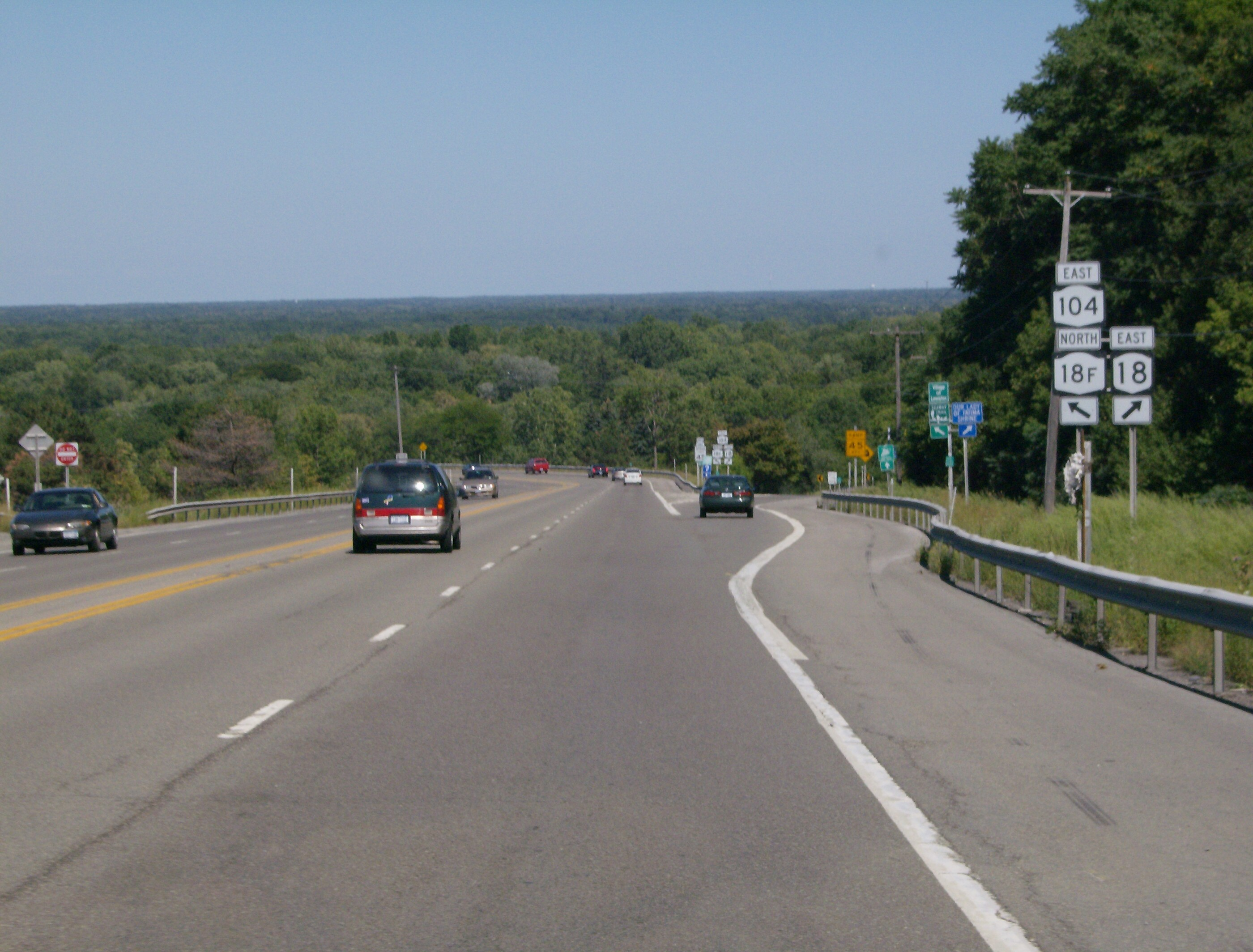
NY-18F-Beschilderung an der NY 104

Offiziell beginnt NY 18F am östlichen Rand von Lewiston an der Anschlussstelle zwischen der NY 104 und dem Robert Moses State Parkway. Die Beschilderung für die NY 18F existiert jedoch schon weiter südlich an der Kreuzung zwischen NY 104 und NY 18 südlich der Ortschaft. Der Beschilderung zufolge verlaufen NY 18F und NY 104 von der NY 18 nordwärts bis zur Kreuzung mit dem Moses Parkway gemeinsam. Der Seaway Trail, der an der NY 104 entlang von Niagara Falls in Richtung Lewiston führt, folgt NY 18F westwärts nach Lewiston hinein, auf der Strecke der Ridge Road, die hier Center Street heißt. An der 4th Street, biegt NY 18F nach Norden ab und folgt der Straße bis zur Kreuzung mit der Oneida Street. NY 18F biegt dann links ab und verläuft zwei Straßenblöcke auf der Oneida Street, bevor sie wieder eine nördliche Richtung aus der Stadt heraus auf der 2nd Street einschlägt.

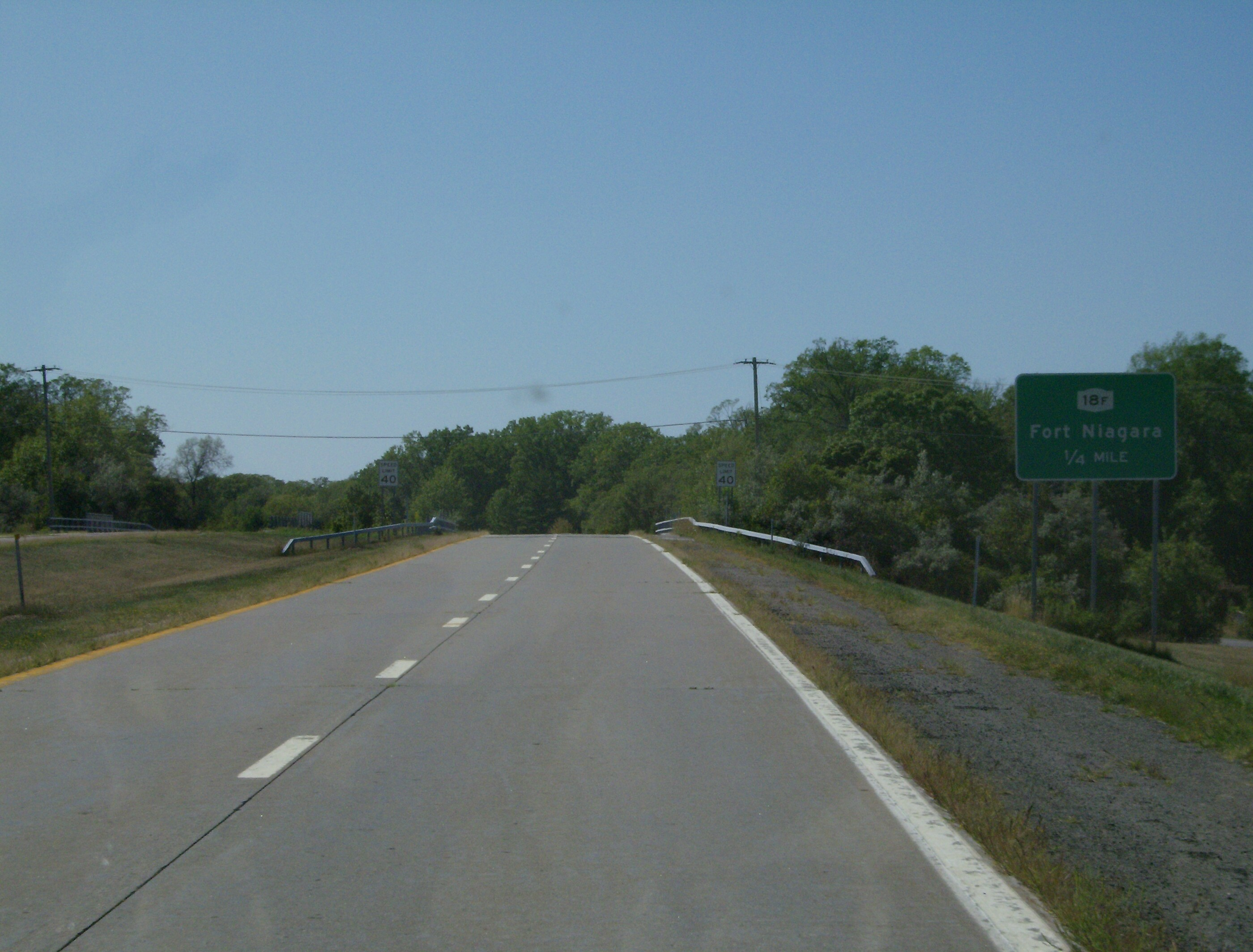
Beschilderung für NY 18F bei Fort Niagara

Nördlich der Stadtgrenze ist NY 18F die nächste Straße zum Niagara River – dies spiegelt sich im Straßennamen wider, Lower River Road. Auf dem Weg nordwärts auf dem östlichen Ufer des Flusses verläuft NY 18F parallel zum Robert Moses State Parkway und zur NY 18. In Stella Niagara trifft NY 18F auf die Fletcher Road, der ersten Straße nördlich von Lewiston, die diese drei Fernstraßen alle miteinander verbindet. NY 18F führt dann durch den westlichen Rand des Joseph Davis State Parks südlich von Youngstown in der Town Porter. In Youngstown bildet NY 18F die Main Street und kreuzt im Zentrum der Ortschaft den westlichen Endpunkt der New York State Route 93. Am nördlichen Rand der Siedlung führt NY 18F an der Südeinfahrt zum Fort Niagara State Park vorbei, den die State Route abseits liegen lässt. NY 18F führt durch die Jackson Street und dann nordwärts auf die Lake Road am Park vorbei.
In der Nähe des Ufers des Ontariosees kreuzt NY 18F die zum Fort Niagara führende Zweigstrecke des Robert Moses State Parkways durch eine unvollständige Anschlussstelle, an dem nur die Auffahrt in Richtung Westen möglich ist; die Zufahrt auf die ostwärts gerichtete Fahrbahn erfolgt über die NY 93 in Youngstown oder über die NY 18 weiter östlich. Nach der Auffahrt schwenkt NY 18F nach Osten und führt am Seeufer entlang. Die State Route biegt dann wieder nach Süden, führt über den Parkway hinweg und endet dann an der NY 18 in der Umgebung des Four Mile Creek State Parks in Porter.
Der Abschnitt zwischen der Center Street in Lewiston und Youngstown wird vom Niagara County als County Road 907 unterhalten.

## Geschichte
Zwischen Lewiston und Youngstown war die heutige NY 18F einst als NY 34 ausgeschildert. Bei der Neunummerierung 1930 wurde die NY 34 Teil einer wesentlich erweiterten NY 18, die dem Verlauf der heutigen NY 18F folgte. 1949 wurde der Verlauf der NY 18 neu geordnet und die heutige Streckenführung zwischen Lewiston und Porter festgelegt, während die Strecke am Fluss zur NY 18F wurde.
NY 18F ist die einzige verbliebene Zweigstrecke der NY 18. Ursprünglich, als die New York State Route 18 noch bis nach Pennsylvania reichte, waren die State Routes 18A bis 18D Zweigstrecken südlich von Lewiston zugewiesen, wogegen die New York State Route 18E eine Zweigstrecke innerhalb von Lewiston war, welche die Ortschaft mit der damaligen Lewiston–Queenston Bridge verband. Als zu Beginn der 1960er Jahre die NY 18 auf den Abschnitt bis nach Lewiston beschnitten wurde, NY 18A bis NY 18D wurden entweder neunummeriert oder in damals existierende State Routes eingegliedert. Die NY 18E in Lewiston wurde aus dem Straßenverzeichnis gestrichen, als die ursprüngliche Lewiston-Queenston Bridge abgerissen wurde.